# Macrostelia laurina
Macrostelia laurina là một loài thực vật có hoa trong họ Cẩm quỳ. Loài này được (Baill.) Hochr. & Humbert mô tả khoa học đầu tiên năm 1955.